# Спаська церква (Поділ)
Спаська церква (також Спаса Преображення, Преображенська) — дерев'яний православний храм у Києві на Подолі, збудований 1669 року та знищений пожежею 1811 року. Розташовувався у кінці теперішньої Спаської вулиці (у середині кварталу, за будинком № 31-Б).

## Історія храму
Перші згадки про храм датовані 1552, 1613 та 1620 роками. Перший храм згорів, але 1669 року був відновлений. У 1682 році згадується у «Розписі Києву». 1695 року фіксується на плані Києва стольніка І. Ушакова, що є єдиним збереженим зображенням церкви. Архітектурно це був дев'ятидільний п'ятиверхий храм, типової української будови. Храм згорів під час пожежі 1811 року і більше не відновлювався. На основі зображення з плану І. Ушакова архітектором А. Реутовим виконана реконструкція зовнішнього вигляду храму.

## Зображення

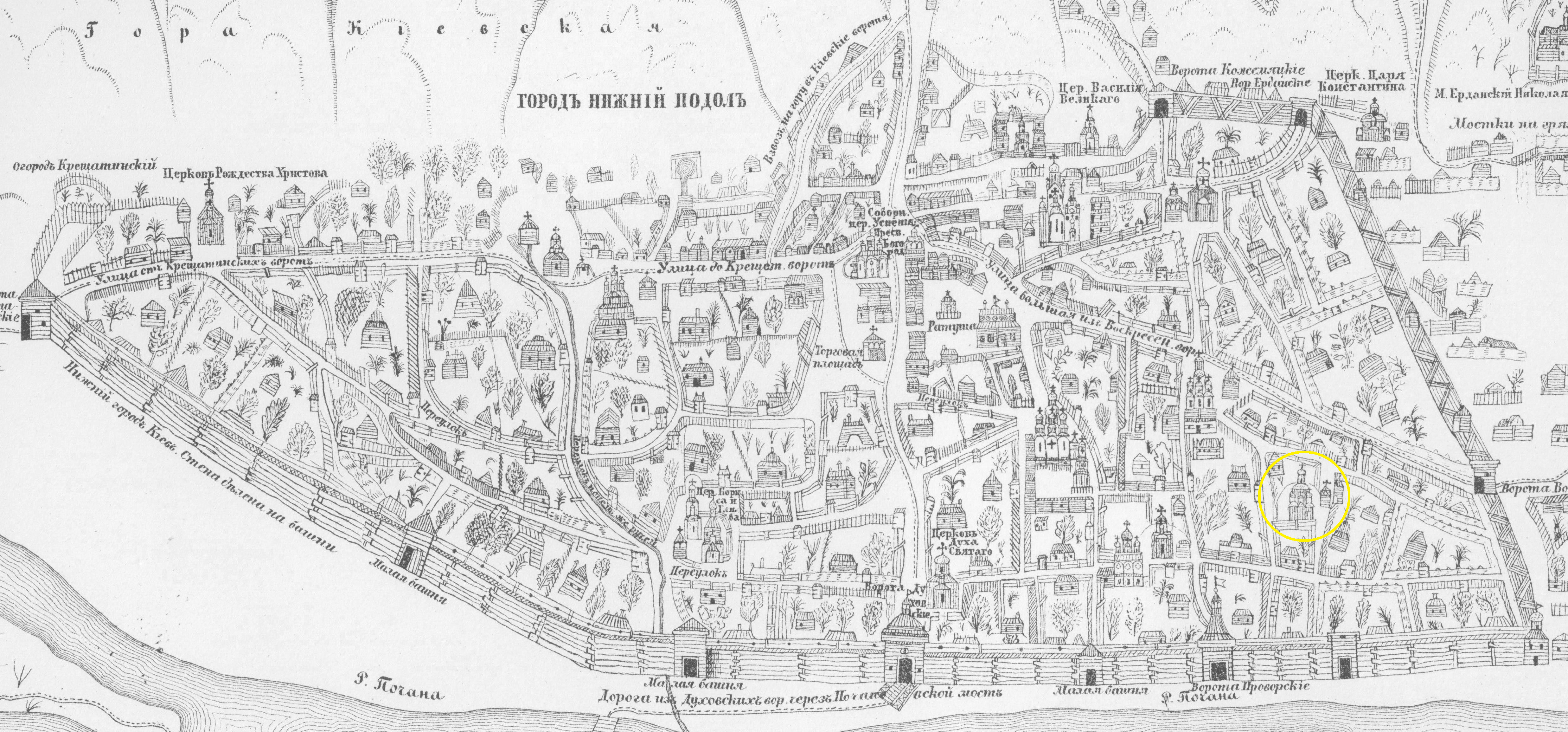
Спаська церква на плані Ушакова (у жовтому колі).
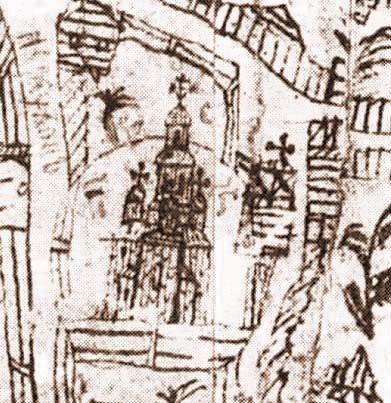
Спаська церква на плані Ушакова, 1695 р. (фрагмент, великий план).